# ادبیات تایلندی
ادبیات تایلندی به آثار ادبی مردم تایلند اشاره دارد که تقریباً منحصراً به زبان تایلندی نوشته شده‌اند؛ گرچه خطوطی غیر از تایلندی نیز ممکن است بکار گرفته شوند. بیشتر کارهای ادبی در زبان تایلندی پیش از قرن نوزدهم به شکل شعر نوشته می‌شدند. نثر برای سوابق تاریخی، رویدادنامه‌ها و اسناد قانونی کاربرد داشت. در نتیجه، اشکال شعر در زبان تایلندی هم متعدد و هم بسیار بالیده است. مجموعه آثار شعر پیشامدرن تایلند گسترده است. بنابراین، با اینکه بسیاری کارهای ادبی با تاراج آیوتایا در سال ۱۷۶۷ از دست رفتند، تایلند همچنان تعداد زیادی شعر حماسی یا داستان‌های منظوم بلند دارد.